# Воинское кладбище № 65 (Маластув)
Воинское кладбище № 65 — Маластув (пол. Cmentarz wojenny nr 65 - Małastów) — воинское кладбище, расположенное в окрестностях села Маластув, Малопольское воеводство. Кладбище входит в группу Западногалицийских воинских захоронений времён Первой мировой войны. На кладбище похоронены военнослужащие Австрийской и Российской армий, погибшие во время Первой мировой войны, погибших в мае 1915 года.

## История
Кладбище было основано в 1915 году по проекту австрийского архитектора Ганса Майра. На кладбище площадью 507 квадратных метра находится 22 братских могил и 5 индивидуальных, в которой похоронены 111 австрийских и 15 русских солдат.
Кладбище находится на склоне холма и в настоящее время полностью окружено лесом. Кладбище огорожено со всех четырёх сторон невысокой каменной стеной.
Кладбище было полностью отремонтировано в 2003—2004 годах. В это время восстановили каменную ограду с двумя массивными пилонами.
Во время ремонта были допущены некоторые ошибки, которые привели к несоответствию первоначальному местонахождению надгробий на кладбище. Перед ремонтом с территории кладбища были удалены оригинальные надгробия, которые не были предварительно промаркированы. Поэтому многие надгробия после ремонта не были установлены на прежнее место (см. схему — зелёным обозначены первоначальные надгробия и красным — неверное установление). В настоящее время только надгробия могил № 8 и № 16 соответствуют первоначальному состоянию.

## Источник
- Oktawian Duda: Cmentarze I wojny światowej w Galicji Zachodniej. Warszawa: Ośrodek Ochrony Zabytkowego Krajobrazu, 1995. ISBN 83-85548-33-5.